# Jednostka pochodna układu SI
Jednostka pochodna układu SI – jednostka układu SI, wielkości fizycznej pochodnej, utworzona w oparciu o równanie definicyjne tej wielkości i wynikające z niego równanie wymiarowe tej jednostki wyrażające ją jako iloczyn potęg jednostek podstawowych układu. Część jednostek pochodnych ma nazwy i symbole specjalnie dla nich utworzone (np. paskal – Pa), natomiast nazwy i symbole pozostałych tworzy się na podstawie nazw i symboli jednostek podstawowych. Niektóre jednostki pochodne są bezwymiarowe.
Pochodne jednostki miar, mające samodzielne nazwy jednowyrazowe, to jednostki znamionowe, a mające nazwy wielowyrazowe, które są kombinacją nazw jednostek podstawowych, to jednostki wymiarowe.

## Jednostki pochodne posiadające własne nazwy i symbole[1]
| Wielkość fizyczna                            | Nazwa jednostki   | Symbol jednostki | Odpowiednik            | Odpowiednik w jednostkach podstawowych |
| -------------------------------------------- | ----------------- | ---------------- | ---------------------- | -------------------------------------- |
| kąt płaski                                   | radian            | rad              | 1                      | m·m−1                                  |
| kąt bryłowy                                  | steradian         | sr               | 1                      | m2·m−2                                 |
| częstotliwość                                | herc              | Hz               |                        | s−1                                    |
| siła                                         | niuton            | N                |                        | m·kg·s−2                               |
| ciśnienie, naprężenie                        | paskal            | Pa               | N/m2                   | m−1·kg·s−2                             |
| energia, praca, ciepło                       | dżul              | J                | N·m C·V W·s            | m2·kg·s−2                              |
| moc, strumień promieniowania                 | wat               | W                | J/s V·A                | m2·kg·s−3                              |
| ładunek elektryczny                          | kulomb            | C                |                        | s·A                                    |
| napięcie elektryczne, siła elektromotoryczna | wolt              | V                | W/A J/C                | m2·kg·s−3·A−1                          |
| pojemność elektryczna                        | farad             | F                | C/V s/Ω                | m−2·kg−1·s4·A2                         |
| rezystancja                                  | om                | Ω                | V/A                    | m2·kg·s−3·A−2                          |
| przewodność elektryczna                      | simens            | S                | 1/Ω A/V                | m−2·kg−1·s3·A2                         |
| strumień magnetyczny                         | weber             | Wb               | V·s J/A                | m2·kg·s−2·A−1                          |
| indukcja magnetyczna                         | tesla             | T                | Wb/m2 (V·s)/m2 N/(A·m) | kg·s−2·A−1                             |
| indukcyjność                                 | henr              | H                | Wb/A (V·s)/A Ω·s       | m2·kg·s−2·A−2                          |
| temperatura                                  | stopień Celsjusza | °C               |                        | K                                      |
| strumień świetlny                            | lumen             | lm               | cd·sr                  | cd                                     |
| natężenie oświetlenia                        | luks              | lx               | lm/m2                  | m−2·cd                                 |
| aktywność ciała promieniotwórczego           | bekerel           | Bq               |                        | s−1                                    |
| dawka pochłonięta                            | grej              | Gy               | J/kg                   | m2·s−2                                 |
| równoważnik dawki pochłoniętej               | siwert            | Sv               | J/kg                   | m2·s−2                                 |
| aktywność katalityczna                       | katal             | kat              |                        | s−1·mol                                |

1. ↑  Chodzi o odpowiedniki dające wyrazić się za pomocą jednostek podstawowych i pochodnych, a nie tylko za pomocą jednostek podstawowych; wynikają one też z definicji danej wielkości fizycznej, np. moc w kontekście mechaniki jest definiowana inaczej niż moc w kontekście elektrotechniki.
2. 1 2  Radian i steradian są jednostkami bezwymiarowymi.
3. ↑  Stopień Celsjusza jest specjalną nazwą kelwina używaną do wyrażania temperatur w skali Celsjusza. Jeden stopień Celsjusza jest równy jednemu kelwinowi, więc wartość liczbowa różnicy temperatur jest taka sama bez względu na to, czy jest ona wyrażona w stopniach Celsjusza czy też w kelwinach.
4. ↑  Wyrażenie lumena w ten sposób różni się od podanego obok wymiaru lumena w jednostkach podstawowych ponieważ steradian jest wielkością bezwymiarową. Stąd lumen ma wymiar [cd], a luks [m−2·cd]
5. ↑  Steradian jest jednostką bezwymiarową. Stąd wzór na natężenie oświetlenia (cd·sr/m2) jest przedstawiany identycznie z wzorem na luminancję (cd/m2)

## Przykłady jednostek pochodnych nie posiadających własnych nazw i symboli
| Wielkość fizyczna                                                  | Nazwa jednostki                                  | Symbol jednostki | Odpowiednik w jednostkach podstawowych |
| ------------------------------------------------------------------ | ------------------------------------------------ | ---------------- | -------------------------------------- |
| pole powierzchni                                                   | metr kwadratowy                                  | m2               | m2                                     |
| objętość                                                           | metr sześcienny                                  | m3               | m3                                     |
| prędkość                                                           | metr na sekundę                                  | m/s              | m·s−1                                  |
| strumień objętości                                                 | metr sześcienny na sekundę                       | m3/s             | m3·s−1                                 |
| przyspieszenie                                                     | metr na sekundę do kwadratu                      | m/s2             | m·s−2                                  |
| zryw                                                               | metr na sekundę do sześcianu                     | m/s3             | m·s−3                                  |
| udar                                                               | metr na sekundę do czwartej                      | m/s4             | m·s−4                                  |
| prędkość kątowa                                                    | radian na sekundę                                | rad/s            | s−1                                    |
| pęd, popęd                                                         | niutonosekunda                                   | N·s              | m·kg·s−1                               |
| moment pędu                                                        | niuton metr sekunda, dżul sekunda                | N·m·s J·s        | m2·kg·s−1                              |
| moment siły                                                        | niutonometr dżul na radian                       | N·m J/rad        | m2·kg·s−2                              |
| liczba falowa                                                      | metr odwrotny                                    | m−1              | m−1                                    |
| gęstość                                                            | kilogram na metr sześcienny                      | kg/m3            | m−3·kg                                 |
| objętość molowa                                                    | metr sześcienny na mol                           | m3/mol           | m3·mol−1                               |
| działanie                                                          | dżul sekunda                                     | J·s              | m2·kg·s−1                              |
| pojemność cieplna, entropia                                        | dżul na kelwin                                   | J/K              | m2·kg·s−2·K−1                          |
| ciepło właściwe                                                    | dżul na kilogram kelwin                          | J/(kg·K)         | m2·s−2·K−1                             |
| gęstość energii                                                    | dżul na kilogram                                 | J/kg             | m2·s−2                                 |
| gęstość energii                                                    | dżul na metr sześcienny                          | J/m3             | m−1·kg·s−2                             |
| napięcie powierzchniowe, sztywność                                 | niuton na metr dżul na metr kwadratowy           | N/m J/m2         | kg·s−2                                 |
| irradiancja                                                        | wat na metr kwadratowy                           | W/m2             | kg·s−3                                 |
| przewodność cieplna                                                | wat na metr kelwin                               | W/(m·K)          | m·kg·s−3·K−1                           |
| lepkość kinematyczna, współczynnik dyfuzji                         | metr kwadratowy na sekundę                       | m2/s             | m2·s−1                                 |
| lepkość dynamiczna                                                 | paskal sekunda niutonosekunda na metr kwadratowy | Pa·s (N·s)/m2    | m−1·kg·s−1                             |
| indukcja elektryczna, powierzchniowa gęstość ładunku elektrycznego | kulomb na metr kwadratowy                        | C/m2             | m−2·s·A                                |
| objętościowa gęstość ładunku elektrycznego                         | kulomb na metr sześcienny                        | C/m3             | m−3·s·A                                |
| gęstość prądu                                                      | amper na metr kwadratowy                         | A/m2             | A·m−2                                  |
| konduktywność                                                      | simens na metr                                   | S/m              | m−3·kg−1·s3·A2                         |
| przenikalność elektryczna                                          | farad na metr                                    | F/m              | m−3·kg−1·s4·A2                         |
| przenikalność magnetyczna                                          | henr na metr                                     | H/m              | m·kg·s−2·A−2                           |
| natężenie pola elektrycznego                                       | wolt na metr niuton na kulomb                    | V/m N/C          | m·kg·s−3·A−1                           |
| natężenie pola magnetycznego                                       | amper na metr                                    | A/m              | A·m−1                                  |
| luminancja                                                         | kandela na metr kwadratowy                       | cd/m2            | cd·m−2                                 |
| dawka ekspozycyjna                                                 | kulomb na kilogram                               | C/kg             | kg−1·s·A                               |
| rezystywność                                                       | om metr                                          | Ω·m              | m3·kg·s−3·A−2                          |

1. ↑  Steradian jest jednostką bezwymiarową. Stąd wzór na natężenie oświetlenia (cd·sr/m2) jest przedstawiany identycznie z wzorem na luminancję.

## Jednostki uzupełniające
Początkowo radian i steradian były zaliczane do grupy jednostek uzupełniających układu SI. Jednak w 1995 r. zrezygnowano z tego podziału i od tego czasu istnieją tylko dwie grupy jednostek: podstawowe oraz pochodne.